# 消灯
| ウィキペディアには「消灯」という見出しの百科事典記事はありません（タイトルに「消灯」を含むページの一覧/「消灯」で始まるページの一覧）。 代わりにウィクショナリーのページ「消灯」が役に立つかもしれません。 |